# Tipo 054B
El Tipo 054B es una clase de fragata de misiles guiados en construcción para la República Popular China. Es un desarrollo de la fragata Tipo 054A.

## Descripción general
Según los informes, una imagen satelital tomada en el Astillero de Shanghai el 21 de enero de 2023 mostró que la nueva fragata en la proa estaba básicamente terminada, y se citó a un ex oficial de submarinos estadounidense comentando que su configuración es similar a la fragata de misiles guiados Tipo 054A, pero también mencionó que aunque algunas personas piensan que se trata de una nueva fragata de misiles guiados tipo 054B, no están de acuerdo en que pueda considerarse como una nueva clase de buque de guerra distinta
Según el análisis citado en el informe, su desplazamiento puede ser de unas 6.000 toneladas, aproximadamente un 34% más que el Tipo 054A; el casco mide unos 147 metros de largo, unos 13 metros más que el Tipo 054A, y el La viga de sección que aún está en construcción mide unos 18 metros, lo que es unos 2 metros más ancha que la del Tipo 054A.
En la tarde del 26 de agosto de 2023, se botó el primer barco 054B en el astillero Hudong-Zhonghua de Shanghai.

## Unidades
| Número de casco | Nombre         | Astillero                | Botado                                  | Alta                | Flota | Estado          |
| --------------- | -------------- | ------------------------ | --------------------------------------- | ------------------- | ----- | --------------- |
| 545             | 漯河 / luohe   | Hudong-Zhonghua Shipyard | 26 de agosto de 2023                    | 22 de enero de 2025 |       | En servicio     |
| 555             | 钦州 / Qinzhou | Huangpu Shipyard         | 29 de octubre de 2023                   |                     |       | En equipamiento |
|                 |                | Hudong-Zhonghua Shipyard | Se espera que sea a principios de 2024. |                     |       | En construcción |
|                 |                | Hudong-Zhonghua Shipyard | Se espera que sea a principios de 2024. |                     |       | En construcción |